# 马防
马防（？—101年）。字江平，扶风郡茂陵县（今陕西省兴平市东北）人，东汉初期大臣，马援次子。

## 仕途与功绩
永平十二年（69年），马防出任黄门侍郎。
建初元年（76年），汉章帝即位后，他升为中郎将。建初二年（77年）,被任命为车骑将军，率军平定金城郡、陇西郡的羌人叛乱。在战场上，马防展现了卓越的军事指挥才能，他巧妙运用分兵围堵、虚张声势与三路夹击等策略，多次重创羌军，解救被围部队，并迫降大批羌人，成功收复失地，取得了显著战果。
建初四年（公元79年），马防因平定羌乱的功勋被封为颍阳侯，封邑增至数千户，其地位一度高于九卿。他还参与朝廷事务，亲自服侍汉章帝，提出多项政务建议，深受章帝信任。此时，他还上奏推行“十二月迎气乐”制度，这一建议获得采纳，进一步巩固了他的声望。然而，马防在权势巅峰时，因奢靡的生活作风和家族势力的过度扩张而引发朝廷的不满。

## 家族与争议
马防的妹妹为汉章帝时期的马太后，因而马氏家族一时权势显赫，家族成员掌控了大量地方官职，包括刺史、太守和县令。马防和其兄弟马光因大规模收购良田、修建豪宅，并向羌胡强行征税，引起了社会非议。建初八年（公元83年），因侄子马豫弹劾政事并上书诽谤，马防及其兄弟被控奢侈僭越、败坏教化，朝廷下令罢免其官职，并将他们遣送至封地。
马防被改封为翟乡侯，年租赋三百万钱，同时被限制干预臣民事务。他被遣往丹阳（今江苏省镇江市丹徒区），但因江南湿热气候不适，他上书请求返回故乡。汉和帝特许其回到原籍扶风。

## 晚年与逝世
永元十三年（公元101年），马防病逝于家乡。其家族虽一度显赫，但因奢侈浪费与党争逐渐衰落。其子马钜继承翟乡侯爵位，后任长水校尉。

## 传记文献
- 《后汉书》卷二十四·馬援列傳第十四